# Буквар Саве инока Дечанца
Буквар Саве инока Дечанца или први српски буквар инока Саве (јеромонаха у манастиру Дечани, који је живео у 16. веку) први је српски ћирилични буквар, и кључно дело којим је означен почетке писмености у Србији. Објављен је и штампан 20. маја 1579. године у штампарији „Ђулијано Рампацети” у Венецији, у виду мале књиге димензија 10,1 х 7,8 cm, на четири стране, на којима је било одштампано 37 слова азбуке, молитва за вежбање читања и неколико бројева за учење рачунања. Пет дана касније, 25. маја 1597. године, изашло је и друго, четворолисно издање овог буквара на осам страна.
Судећи по Буквару, инок Сава је био један од образованијих Срба тога доба, који је разликовао рускословенски од српског и при писању буквара водио рачуна да уџбеник буде бар онолико српски колико је руски био за своје ученике. Такође Инок Сава је данашњим филолозима омогућио да упореде оновременски рускословенски и српскословенски текст у штампаним књигама и уџбеницима.
Бурна историјска времена на простору Балканског полуострва утицала су на то да Буквар вековима буде заборављен, тако да за њега није знао ни Вук Караџић, писац једног од новијих првих српских ћириличних бувара, све док га током 1903. године, Љуба Стојадиновић није пронашао приређујући „Каталог Народне библиотеке Србије” и унео га као „Први српски буквар” инока Саве међу дела српске писмености.
Шира српска јавност са Букваром је упозната тек након репринт издања насталих у 21. веку, када су дневни лист „Политика” и 20 година касније Завод за уџбенике Србије поновним штампањем „Првог српског буквара” одлучили да се коначно скине вео тајни над овим капиталним делом писмености на српским просторима.

## Историја
Према материјалним доказима српски буквар инока Саве Дечанца, последњи је словенски буквар штампан у 16. веку. Овом буквару претходили су Хрватски глагољички буквар из 1527. године, затим Хрватски глагољички буквар, Псалтир из 1530 и Табле за дицу, штампане глагољицом и ћирилицом 1561. године.
Буквар је објављен и штампан у штампарији "Ђулијано Рампцети" у Венецији 1597. године, а аутори су инок Сава Дечанац, јеромонах манастира Дечани, и јеромонах Стефан Давидовић Паштровић, обојица пореклом из Паштровића.
Иван Фјодоров прво је 1574. године штампао први руски буквар, а потом је у Острогу 1578. године штампао мали грчко-словенски буквар и коначно, између 1578. и 1580. године: „Начало учеия детем хотящим разумети писание.”
Године 1581. године објављена је и Острошка Библија.
Значајне разлике између хрватског глагољичког буквара из 1527. године, руског буквара из 1574. године и буквара инока Саве, су у томе што је инок Сава после азбуке у буквару приказао самогласнике, вокале: а, е, и, ω, оу, али не и 8 (у), а на крају Буквара и грчке бројеве ћириличким словима, за разлику од глагољичког буквара у коме нема никаквих бројева, нити словенских, глагољицом нити арапских, док су у руском буквару Грчки бројеви дати испред одељака (лекције).
Иако је инок Сава знао и за хрватски глагољичко буквар из 1527. и руски буквар из 1574. (или онај између 1578. и 1580. године), њему ни један ни други нису били потпуни, па их је допуњавао, при чему није преузимао русизме из буквара Ивана Фјодорова, већ је за све текстове имао српскословенске изворе.
| „ | Букварски део књижице инока Саве за учење читања слаже се умногоме са хрватским глагољичко букваром из 1527. године. Много више се разликује азбука инока Саве од азбуке у руском буквару Ивана Фјодорова из 1574. године. После слогова у буквару инока Саве су имена слова азбуке, којих нема у глагољичко буквару, а у буквару Ивана Фјодорова из 1574. она су у одељку Азбука. И у овом тексту има разлика, у буквару инока Саве после назива слова следе текстови за читање. Они су несумњиво узети из руског буквара Ивана Фјодорова. У руском буквару на почетку је реченица које нема код инока Саве: За молитв святых отец наших, Господи Исусе Христе сине бози помилуи нас. Али је зато преузео следећи стих: Слава тебе Боже наш, слава тебе. Не само текст, него и слова којих нема у азбуци буквара инока Саве сведоче да је текст преузет из руског буквара. Таква су слова: оу, ы и ъ. | ” |

Први српски буквар Инока Саве (монаха и писца), штампан је у два издања. Прво је штампано 20. маја 1597. године у штампарији „Ђулијана Антонија Рампацетија” у Венецији, а друго 25. маја 1597. године, у Дубровнику. Бурна времена на простору Србије и шире, буквар су однела у заборав, па за њега није знао ни Вук Караџић, кад је стварао свој Буквар.

### Откриће Буквара у новијој историји
За постојање буквара после више од 300 година случајно се сазнало. Прво је 1893. године руски конзул у Скадру Крилов дошао до првог издање, штампаног у Венецији 20. маја 1597.године. Након што је начинио факсимиле он их је поклонио новинару и преводиоцу Окици Глушчевићу, који је исте потом предао Народној библиотеци Србије. На основу ових факсимила Љуба Стојановић je штампао Буквар инока Саве у Гласу Академије наука (књ. 66, стр. 2224), 1903. године.
Много година касније, 1921. године, до примерка другог издање, штампаног 25. маја 1597. године, у Дубровнику, где је био на пропутовању, дошао инжењер Милорад Димитријевић из Београда, који га је и купио, а потом поклонио Народној библиотеци.
Од оба издања, која су поклоњена Народној библиотеци Србије, сачувано је само једно. Прво издање на само два листа, од којег данас остао само препис, пронашао је истраживач Ђорђе Радојичић, који га је описао и фотографисао 1940. године, већ наредне године изгорело је са осталим књигама током немачког бомбардовања Београда и Народне библиотеке 6. априла 1941. године. Ипак, у Народној библиотеци стицајем околности сачуван је један примерак другог издања, на осам страна, штампаног 25. маја 1597. године, у Дубровнику.
Како у буквару постоји и слово Ь, због тога се сматра битним и за развој бугарске књижевности.

### Репринт Првог српског буквара
Године 1991. Стјепан Филеки, Михаило Блечић и Оливера Стојадиновић приредили су први репринт „Првог српског буквара” инока Саве на основу другог издања, штампаног у Венецији, које је сачувано у Народној библиотеци Србије.
На основу Политикиног издања исти ауторски тим сачинио је и приредио и нову књигу „Први српски буквар” Инока Саве. Уместо старословенских писмена за нову књигу коришћен је рачунарски сет типографских карактера „инок сава”, који је осмислио и читаоцима поклонио Стјепан Филеки.

## Добре и лоше стране Буквара
Наравно да је буквар имао својих мана, и то крупних, ако га меримо педагошком мерилима садашњице, али он је за своје доба био савремен и напредан буквар (онолико колико су му били и извори).
Међутим када се узме у обзир да је у 16. веку мало која европска земља и светска култура располагала сопственим училима, писменима, абецедарима и азбучницима, значај овог буквара је тим већи.
Буквар највише фасцинира својом методиком: јер је први пут у Европи примењен фонетски принцип читања. Такође на првој страни Буквара штампана је азбука, потом следе самогласници, затим слогови, имена свих слова (аз, буке, веде...).